# August Gottlieb Preuschen
August Gottlieb Preuschen (* 1734 in Diethardt; † 24. März 1803 in Karlsruhe) war ein deutscher Theologe, Kartograph und Geologe.

## Leben
Der aus einer luxemburgischen Pfarrersfamilie stammende Preuschen (auch: von Preuschen auf Burg Liebenstein) begann als junger Theologe in Grünstadt erst theologische, seit 1776 auch geographische Werke zu verfassen. 1771 wurde er Hof- und Stadtdiakon in Karlsruhe. 1792 stieg er zum Kirchenrat auf.
In seiner Zeit als Diakon in Schopfheim an der dortigen Lateinschule (heute Theodor-Heuss-Gymnasium) hatte er als begabten Lateinschüler Johann Peter Hebel. Dieser lebte dann auch in Karlsruhe vier Jahre im Haus des Pfarrers. Preuschen erfand den Landkartendruck mit Typen (die sogenannte Typometrie). Dies wurde allerdings von dem Buchdrucker Breitkopf bestritten (siehe Darstellung der Kontroverse im Krünitz Bd. 60 s. v. Land-Karte).